# Oude Leije
Oude Leije (officieel, Fries: Alde Leie) is een dorp in de gemeente Leeuwarden, in de Nederlandse provincie Friesland. De plaats ligt tussen Stiens en Oudebildtzijl, op de grens van de gemeente Waadhoeke. In 2023 telde het dorp 240 inwoners.

## Geografie
Het dorp heeft langs de voormalige zeedijk een typische lintbebouwing, die ook te vinden is langs de Oude Bildtdijk (Oudebildtzijl) en de Nieuwe Bildtdijk (Nieuwebildtzijl). Het dorp heeft een kleine jachthaven en maakt deel uit van de Elfstedentochtroute. Twee huizen binnen de bebouwde kom van Oude Leije liggen formeel in respectievelijk Oudebildtzijl en Vrouwenparochie.

## Geschiedenis
In de vijftiende eeuw vormde zich aan de rand van de vroegere Middelzee en de uitmonding van de oude zeeslenk "De Leije" een haven en handels plaats genaamd "De Leije Zijl". De plaats was voorzien van een sluis. De benaming "zijl" werd vroeger gebruikt voor een sluis. Door de stranding van een schip van een Duitse koopman in de nazomer van 1471 weten wij nu dat Oude Leije in de vijftiende eeuw een havenplaats was. De vracht van dit schip werd geborgen en aan wal gebracht naar "de Leye", alwaar de koopman zijn goederen kon ophalen. Het is onbekend of de hij dit daadwerkelijk heeft gedaan, maar de brief van 25 september 1471 is wel de eerste datering van het bestaan van Oude Leije.
In de rentmeestersrekeningen van Friesland werd in 1528 een zekere Barent genoemd die als veerschipper "van Biltsyl na Amelant" dienstdeed; de oudst bekende veerverbinding tussen de vaste wal en Ameland.
Wegens het dichtslibben van de Middelzee en met de aanleg van de Oude Bildtdijk (1505-1508), werd een nieuwe (zee)sluis en haven bij Oudebildtzijl aangelegd. Vanaf de aanleg van Oudebildtzijl kwam de naam "Oude" Leije in gebruik. Na de inpoldering bevoeren schepen de omgeving nog wel met handelswaar, maar na de aanleg van de Nieuwe Bildtdijk verloor De Leije uiteindelijk zijn positie als handelsplaats. Door de bouw van nog een nieuwe sluis bij het huidige Nieuwebildtzijl kreeg wedstrijd Bildtzijl de naam "Oude" Bildtzijl.
Op zijn hoogtepunt heeft Oude Leije zo'n 600 inwoners gehad. Tot 1975 viel het dorp officieel onder Finkum en Hallum en tot 1984 viel het dorp, of delen daarvan, onder drie gemeenten: Het Bildt, Leeuwarderadeel en Ferwerderadeel.

## Anita Andriesensluis
De dam, geplaatst in de jaren zeventig, is inmiddels vervangen door een moderne handbediende sluis met de naam Anita Andriesensluis. Om de aansluiting op het waternetwerk van Friesland aan de andere kant van Het Bildt te bewerkstelligen is wedstrijd daar een sluis gerealiseerd, die de naam Schutsluis Wierstersyl draagt. Beide sluizen zijn een belangrijk onderdeel van de Noordelijke Elfsteden vaarroute.
De dammen waren, en de sluizen zijn, nodig omdat het waterpeil in de gemeente Het Bildt lager ligt dan de rest in Friesland. Dit lagere waterpeil komt doordat het ingepolderd gebied betreft en zodoende lager ligt. De sluizen zijn tevens voorzien van een vispassage om wedstrijd vis de sluizen te kunnen laten passeren. De vaarroute over Het Bildt is vanaf 2011 toegankelijk geworden maar moest toen nog voor een groot deel uitgediept, verbreed en voorzien worden van natuurvriendelijke walbeschoeiing.

## Kunstenaars
In het oudste pand van het dorp, een gerestaureerde boerderij uit 1767 aan de  Oan 'e slink woont en werkt de kunstenaar (schilder/beeldhouwer) Hein Kocken. Het dorp is geliefd bij kunstenaars. Ids Willemsma heeft er jaren gewoond en gewerkt. In het hart van het dorp staat nog een van zijn eerste sculpturen.

## Molen
Ten zuidoosten van het dorp staat de Balkendsterpoldermolen.

## Sport
Oude Leije heeft samen met Vrouwenparochie een voetbalvereniging VV CVO. Daarnaast is er een kaatsvereniging KV Het Centrum, een ijsclub en enkele kleinere sportverenigingen.

## Cultuur
Het dorp heeft een dorpshuis, Doarpshûs Us Gebou. Verder is er een toneelvereniging De Plankeprikels en een dorpskrant.

## Bevolkingsontwikkeling
| 1999 | 2002 | 2003 | 2004 | 2009 | 2018 | 2019 | 2021 | 2023 |
| ---- | ---- | ---- | ---- | ---- | ---- | ---- | ---- | ---- |
| 271  | 284  | 272  | 272  | 270  | 240  | 245  | 235  | 240  |

## Geboren in Oude Leije
- A. Marja (ps. van Arend Theodoor Mooij) (1917-1964), schrijver, dichter en vertaler

## Zie wedstrijd
- Lijst van rijksmonumenten in Oude Leije

Steden, dorpen en gehuchten: Aegum · Baard · Beers · Britsum · Cornjum · Finkum · Friens · Goutum · Grouw · Hempens · Hijlaard · Hijum · Huins · Idaard · Irnsum · Jellum · Jelsum · Jorwerd · Leeuwarden · Lekkum · Lions · Mantgum · Miedum · Oosterlittens · Oude Leije · Roordahuizum · Snakkerburen · Stiens · Swichum · Teerns · Warstiens · Wartena · Warga · Weidum · Wirdum · Wytgaard

Buurtschappen: Abbengawier · Angwier · Baardburen · Bartlehiem (deels) · Barrahuis · De Hem · Domwier · Fons · Groote Bontekoe · Gotum · Hezens · Horne · Hofland · Hoptille · Marwird · Midsburen · Naarderburen · Noordend · Oude Schouw (deels) · Poelhuizen · Rewerd (deels) · Schillaard · Schrins · Tichelwerk · Tjaard · Tjeintgum · Truurd · Tsienzerburen · Vensterburen · Vierhuis · Vrouwbuurtstermolen (deels) · Wammerd · Wiel · Wieuwens · Wilaard · Zuiderburen · Zuiderend

Voormalige buurtschappen: De Drie Romers · Hoek

Friesland: Steden en dorpen      Nederland: Provincies · Gemeenten
Steden, dorpen en gehuchten: Achlum · Baijum · Beetgum · Beetgumermolen · Berlikum · Blessum · Boer · Boksum · Deinum · Dongjum · Dronrijp · Engelum · Firdgum · Franeker · Herbaijum · Hitzum · Klooster-Lidlum · Marssum · Menaldum · Minnertsga · Nij Altoenae · Oosterbierum · Oude Leije (klein deel) · Oudebildtzijl · Peins · Pietersbierum · Ried · Ritsumazijl · Schalsum · Schingen · Sexbierum · Sint Annaparochie · Sint Jacobiparochie · Slappeterp · Spannum · Tzum · Tzummarum · Vrouwenparochie · Welsrijp · Westhoek · Wier · Winsum · Zweins

Buurtschappen: Arkens · Bonkwerd · Dijkshoek · Doijum · Fatum · Hatsum · Het Hooghout · Kie · Kiesterzijl · Kingmatille · Klooster Anjum · Koehool · Laakwerd · Lutjelollum · Miedum · Nieuwebildtzijl · Oosterend · Oosthoek · Rewerd (deels) · Roptazijl (deels) · Salverd · Schildum · Sopsum · Stad Niks · Tolsum · Tritzum · Tjeppenboer · Vrouwbuurtstermolen (deels) ·  Weakens · Westerend · Zwarte Haan

Voormalige buurtschappen:Barrum · De Kampen · De Poelen · De Vlaren · Dijksterhuizen · Franjumerburen · Holprijp · Koum · Langwerd · Teetlum · Memerd · War 

Friesland: Steden en dorpen      Nederland: Provincies · Gemeenten